# 盧圖吉諾區
盧圖吉諾區（烏克蘭語：Лутугинський район）是乌克兰東部盧甘斯克州的一個旧區，行政中心为盧圖吉諾，面積1,057平方公里，2013年人口67,322，人口密度每平方公里63.69人。
该区在2020年7月18日乌克兰行政区划改革时撤销，改革后卢甘斯克州的区份数量减至为8个。但是自2014年起该区不在乌克兰政府的控制下，而是在卢甘斯克人民共和国的控制下。卢甘斯克人民共和国继续使用该区作为行政单位。

## 人口
据2001年烏克蘭人口普查数据，该区的族裔结构为：
- 乌克兰族：71%
- 俄罗斯族：26.7%
- 白俄罗斯族：0.7%